# Pieprz syczuański

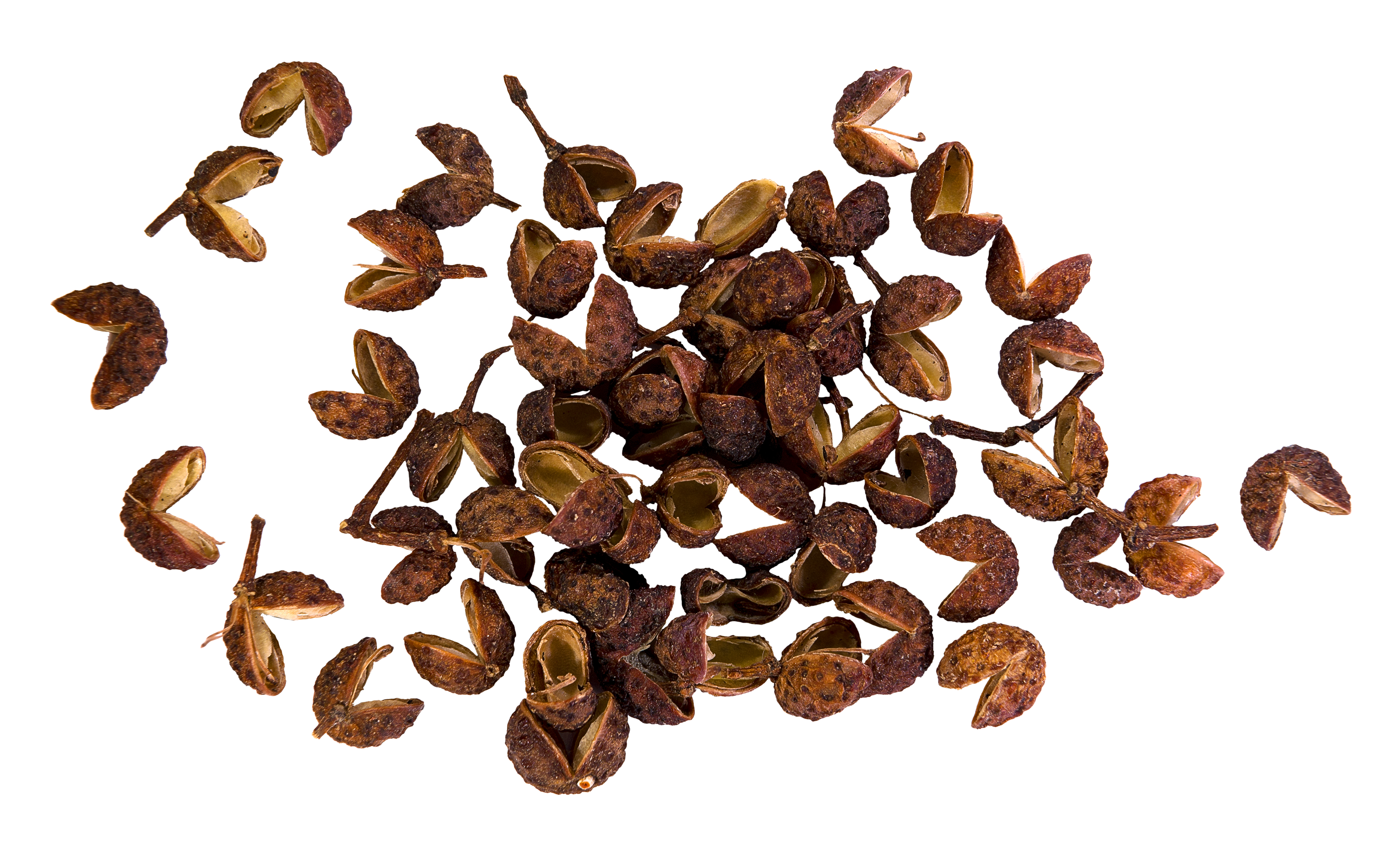
Pieprz syczuański

Pieprz syczuański (pieprz z Syczuanu lub pieprz chiński, chiński: buajiao) – owocnia mieszków drzew Zanthoxylum simulans (wbrew nazwie to gatunek z rodziny rutowatych, a nie pieprzowatych), wykorzystywana jako przyprawa w Chinach.
Pieprz syczuański ma ostry smak, z lekką cytrusową nutą. Powoduje uczucie drętwienia i mrowienia języka. Używany w azjatyckiej kuchni, szczególnie w prowincji Syczuan, jako przyprawa do kurczaka i kaczki. Razem z anyżem gwiazdkowym, koprem włoskim, goździkami i cynamonem wchodzi w skład chińskiej przyprawy pięciu smaków. Prażenie wydobywa jego aromat.
Analogicznie wykorzystywane są także owocnie innych gatunków żółtodrzewów – Zanthoxylum piper jest przyprawą w Japonii (używa się go w mieszance siedmiu smaków shichimi tōgarashi – jest to jedna z nielicznych przypraw używana w kuchni japońskiej, w której dominują smakowo zwykle świeże składniki tworzące dania podstawowe), Zanthoxylum beecheyanum na wyspach Okinawa i Ogasawara.